# Leichtathletik-Weltmeisterschaften 2022/Teilnehmer (Kuwait)
| Goldmedaillen | Silbermedaillen | Bronzemedaillen |
| ------------- | --------------- | --------------- |
| –             | –               | –               |

Der Leichtathletikverband von Kuwait meldete jeweils eine Athletin und einen Athleten für die Leichtathletik-Weltmeisterschaften 2022 in Eugene.

## Ergebnisse

### Männer

#### Laufdisziplinen
| Athlet                  | Disziplin    | Vorlauf | Vorlauf | Halbfinale | Halbfinale | Finale | Finale |
| Athlet                  | Disziplin    | Zeit    | Platz   | Zeit       | Platz      | Zeit   | Platz  |
| ----------------------- | ------------ | ------- | ------- | ---------- | ---------- | ------ | ------ |
| Yaqoub Mohamed al-Youha | 110 m Hürden | DNS     | DNS     | DNQ        | DNQ        | –      | –      |

### Frauen

#### Laufdisziplinen
| Athletin            | Disziplin | Vorlauf | Vorlauf | Halbfinale | Halbfinale | Finale | Finale |
| Athletin            | Disziplin | Zeit    | Platz   | Zeit       | Platz      | Zeit   | Platz  |
| ------------------- | --------- | ------- | ------- | ---------- | ---------- | ------ | ------ |
| Mudhawi al-Shammari | 100 m     | 11,91 s | 43      | DNQ        | DNQ        | –      | –      |